# Sumitomo NTK-62
Sumitomo NTK-62 (62式7.62mm機関銃 Rokuni-shiki Nana-ten-rokuni-miri Kikanjū) là loại súng máy đa chức năng tiêu chuẩn của Lực lượng Phòng vệ Nhật Bản, dùng đạn 7.62×51mm NATO. Ở trong nước, nó hay được gọi tắt là Kiểu 62, còn ở nước ngoài thường được gọi là Type 62 GPMG hoặc NTK-62. Bề ngoài nó giống với khẩu FN MAG của Bỉ, nhưng không dính dáng gì tới loại súng này. Sau khi bị khẩu FN Minimi thay thế trong lực lượng phòng vệ mặt đất Nhật Bản thì loại súng này vẫn còn được sử dụng như loại vũ khi gắn trên các phương tiện cơ giới cũng như các xe bọc thép, xe tăng hay APC đồng thời vẫn đóng vai trò là súng máy hỗ trợ.
Cũng giống như hầu hết các loại vũ khí hiện đại khác của Nhật Bản nó không bao giờ được xuất khẩu.

## Lịch sử
Sau nhiều năm sử dụng khẩu Browning M1919A4 như loại súng máy đa chức năng tiêu chuẩn trong Lực lượng Phòng vệ Nhật Bản thì nhóm của Kawamura Masaya tại Nittoku Metal Industry đã thiết kế khẩu NTK-62 và Sumitomo Heavy Industries tiến hành chế tạo nó theo yêu cầu của Cục Phòng vệ Nhật Bản. Số "62" diễn tả năm đầu tiên loại súng này được mang ra chế tạo, còn trên thực tế việc thiết kế nó đã tiến hành từ năm 1954. Nó đã thay thế một cách hiệu quả khẩu Browning M1919A4 trong lực lượng phòng vệ mặt đất Nhật Bản.
Có thể thấy điểm khác biệt của NTK-62 với FN MAG là ở chân chống chữ V, nòng, báng súng và tay cầm cò súng nó được thiết kế phù hợp với binh lính Nhật hơn rất nhiều.

## Biến thể
Kiểu 74 (Type 74) (74式車載7.62mm機関銃 Nanayon-shiki Shasai Nana-ten-rokuni-miri Kikanjū) được thiết kế chuyên dụng để gắn trên các phương tiện cơ giới chiến đấu trong đó có các loại xe tăng Kiểu 74, Kiểu 90, xe chiến đấu bộ binh Kiểu 89 Mitsubishi và xe bọc thép trinh sát Kiểu 87 Komatsu. Nó nặng đến 20,4 kg trong khi NTK-62 chỉ nặng 10,15 kg.